# بنة زرد (قيلاب)
بنة زرد (بالفارسية: بنه‌زرد) هي قرية تقع في قسم قيلاب الريفي، بمقاطعة أنديمشك التابعة لمحافظة خوزستان، إيران. يقدر عدد سكانها بـ 25 نسمة حسب الإحصاء السكاني الذي تمّ في عام 2006.